# Tangaroa tahitiensis
Tangaroa tahitiensis is een spinnensoort in de taxonomische indeling van de wielwebkaardespinnen (Uloboridae).
Het dier behoort tot het geslacht Tangaroa. De wetenschappelijke naam van de soort werd voor het eerst geldig gepubliceerd in 1934 door Lucien Berland.